# Гаврилово-Посадское городское поселение
Гаврилово-Посадское городское поселение — муниципальное образование в центральной части Гаврилово-Посадского района Ивановской области с центром в городе Гаврилов Посад.

## География
Через поселение проходит железнодорожная ветка Иваново — Москва. Станция в городе Гаврилов Посад.

## История
Гаврилово-Посадское городское поселение образовано 11 января 2005 года в соответствии с Законом Ивановской области № 4-ОЗ.

## Население
| 2002  | 2010  | 2011  | 2012  | 2013  | 2014  | 2015  |
| ----- | ----- | ----- | ----- | ----- | ----- | ----- |
| 8085  | ↘7130 | ↘7104 | ↘6974 | ↘6870 | ↘6725 | ↘6621 |
| 2016  | 2017  | 2018  | 2019  | 2020  | 2021  |       |
| ↘6500 | ↘6370 | ↘6309 | ↘6234 | ↘6213 | ↘5842 |       |

## Состав городского поселения
| №  | Населённый пункт | Тип населённого пункта        | Население |
| -- | ---------------- | ----------------------------- | --------- |
| 1  | Бексерово        | деревня                       | ↘1        |
| 2  | Воймига          | село                          | ↘0        |
| 3  | Гаврилов Посад   | город, административный центр | ↘5429     |
| 4  | Загородный       | село                          | 245       |
| 5  | Закомелье        | село                          | ↘64       |
| 6  | Ирмес            | село                          | 227       |
| 7  | Краснополянский  | село                          | 0         |
| 8  | Маньково         | деревня                       | ↘11       |
| 9  | Муравкино        | село                          | ↘4        |
| 10 | Огренево         | село                          | ↘41       |
| 11 | Садовый          | село                          | 0         |
| 12 | Ярышево          | село                          | ↘103      |